# Кургем
 Кургем  — село в Балтасинском районе Татарстана. Входит в состав Кугунурского сельского поселения.

## География
Находится в северо-западной части Татарстана на расстоянии приблизительно 26 км на север по прямой от районного центра поселка Балтаси у речки Кугуборка.

## История
Основано в XVII веке, упоминалось также как Куремшур.

## Население
Постоянных жителей было: в 1859 году — 142, в 1884—207, в 1905—252, в 1920—272, в 1926—271, в 1949—204, в 1958—154, в 1970—103, в 1979 — 79, в 1989 — 74, в 2002 году 70 (удмурты 93 %), в 2010 году 57.